# Punkty karne
Punkty karne – dodatkowa sankcja za przestępstwa i wykroczenia popełnione w ruchu drogowym. Autonomiczne systemy punktów karnych funkcjonują w wielu krajach, w Polsce wprowadzone zostały po raz pierwszy w 1993 roku.

## System punktowy w Polsce
Punkty karne w Polsce może otrzymać tylko kierowca, który kierując pojazdem silnikowym lub motorowerem, dopuścił się naruszenia przepisów ruchu drogowego.
Ponadto wpisowi do ewidencji punktów karnych nie podlega kierowca niebędący obywatelem polskim i nieposiadający karty pobytu, chyba że dopuścił się naruszenia, za które może być orzeczony środek karny w postaci zakazu prowadzenia pojazdów. Maksymalny limit punktów, jaki można posiadać w Polsce, to 24, w szczególnych przypadkach (np. kierowca w pierwszym roku posiadania prawa jazdy) tylko 20. Przekroczenie dopuszczalnego limitu punktów prowadzi do zatrzymania i w konsekwencji nawet do utraty uprawnienia do kierowania pojazdem mechanicznym, czyli do skutków takich, jakie pociąga za sobą orzeczenie środka karnego zakazu prowadzenia pojazdów.
Ewidencję punktów w Polsce (niezależnie od organu stwierdzającego naruszenie przepisów ruchu drogowego) prowadzi tylko Policja.

## Naliczanie punktów karnych obcokrajowcom
Zasadniczo punkty karne przypisywane są tylko obywatelom własnego kraju (tak jest na przykład w Polsce). Jednak coraz więcej krajów wprowadza naliczanie punktów karnych również obcokrajowcom. Takie przepisy obowiązują już w Austrii, Niemczech oraz Czechach. Francja wprowadziła ich naliczanie w 2017 roku.